# دهکی والا موهره
دهکی والا موهره (به انگلیسی: Dhakkiwala Mohra) یک شهر در پاکستان است که در ناحیه پایتختی اسلام‌آباد واقع شده‌است. دهکی والا موهره ۵۳۱ متر بالاتر از سطح دریا واقع شده‌است.